# 马兹罗勒 (朗德省)
马兹罗勒（法語：Mazerolles，法語發音：[mazʁɔl]）是法国朗德省的一个市镇，位于该省中东部，省会蒙德马桑以东，属于蒙德马桑区。

## 地理
马兹罗勒（43°52'31"N, 0°26'11"W）面积15.97 平方千米，位于法国新阿基坦大区朗德省，该省份为法国西南部沿海省份，是法國本土面积第二大的省，北起吉倫特省，西临大西洋，南至大西洋比利牛斯省，东临热尔省，东北与洛特-加龍省接壤。
与马兹罗勒接壤的市镇（或旧市镇、城区）包括：巴斯孔、布格、布列塔尼德马尔桑、拉格洛里约斯、蒙德马桑、圣阿维。
马兹罗勒的时区为UTC+01:00、UTC+02:00（夏令时）。

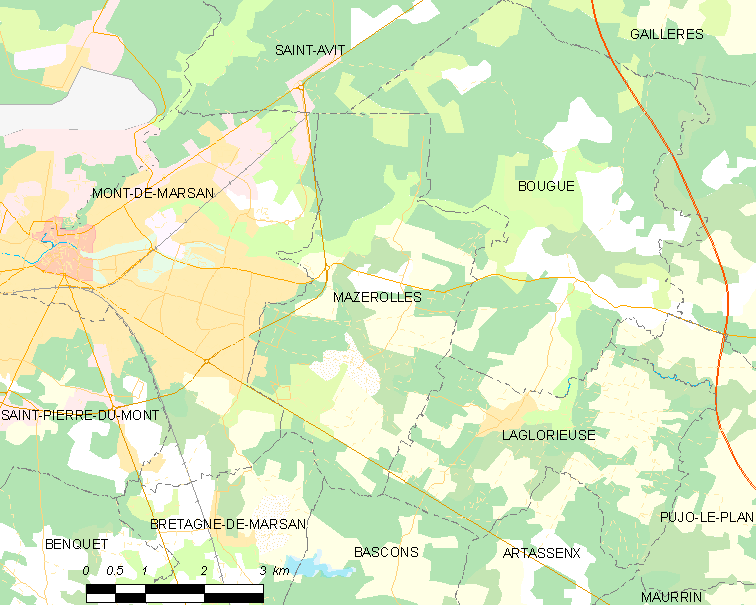
马兹罗勒的OSM定位图

## 行政
马兹罗勒的邮政编码为40090，INSEE市镇编码为40178。

## 政治
马兹罗勒所属的省级选区为蒙德马桑第二县。

## 交通
朗德省省道D1线、D30线和D932E线经过境内。

## 人口

1962-2008年间马兹罗勒人口变化图示

马兹罗勒于2022年1月1日时的人口数量为670人。